# Veça borda
La vícia de bardissa o veça borda (Vicia sepium L.) és una veça enfiladissa eurosiberiana, de floretes rosades o malvoses, i que viu a bardisses i vorades de boscos caducifolis, i dins els mateixos boscos. És comestible, i s'ha usat per a usos tant alimentaris com medicinals.
Als Països Catalans és present a les quatre províncies de Catalunya i a Castelló.

## Descripció
És una herba enfiladissa de fins a un metre llarg que presenta un rizoma estolonífer ramificat. Les fulles són paripinnades, amb de tres a nou parells de folíols ovats i mucronats. Floreix d'abril a juliol. Les inflorescències són raïms pedunculats i axil·lars, cadascun amb de dues a sis flors de corol·la d'un rosa violaci i el calze de les quals està dividit en cinc sèpals desiguals. El fruit és un llegum negre, comprimit i pedunculat.